# Michel Jurdant
Pour les articles homonymes, voir Jurdant.
Michel Jurdant (né vers 1933 à Grivegnée, mort le 6 novembre 1984) est un écologue et écologiste québécois.

## Biographie
Il obtient une maîtrise en écologie à l'Université Laval et un doctorat à l'Université Cornell pour des recherches en écologie-pédologie.
Il travaille 22 ans à Environnement Canada comme ingénieur forestier.
Il est connu pour les méthodes de cartographie et d'inventaire des ressources écologiques du territoire du Saguenay–Lac-Saint-Jean. Il a dressé la cartographie écologique du territoire de la baie James.
Il a été professeur en foresterie à l'Université Laval au début des années 1980.

## Honneurs
- Prix Acfas Michel-Jurdant : « Prix créé en 1985 et nommé en l'honneur Michel Jurdant, écologiste. Il est décerné à une chercheuse ou à un chercheur pour souligner l'excellence et le rayonnement de ses travaux et de ses actions dans le domaine des sciences de l’environnement. »[4]
- 2002 : Rue Michel-Jurdant, à Montréal[1]